# 松田秀雄
松田 秀雄（まつだ ひでお、1851年9月21日（嘉永4年8月26日） - 1906年（明治39年）1月23日）は、明治期の政治家である。初代東京市長、衆議院議員。

## 略歴
1851年（嘉永4年）8月に近江国彦根藩士・市川安宣の第三子として生まれる。幼い頃に父を亡くし、同藩士の松田完叟の養子となる。
1889年（明治22年）5月、東京市会議員（神田区）に初当選した。同年の11月、東京市神田区会議員に初当選した。
1890年（明治23年） 神田高等女学校（現在の神田女学園中学校・高等学校）を創立。
1891年（明治24年）東京府会議員に選出され、後に副議長となった。
1894年（明治27年）3月1日　第3回衆議院議員総選挙で、東京第7区に立候補するも落選した。
翌年の1895年（明治28年）3月、衆議院議員に東京第7区に初当選した。
1896年（明治29年）1月に東京府会議長代理となった。同年12月、東京府農工銀行頭取となった。
1898年（明治31年）の3月15日、第5回衆議院議員総選挙で、東京第7区に当選した。同年の8月10日、第6回衆議院議員総選挙で東京第7区に再選。その約2ヶ月後の10月6日に最有力候補と目された徳川家達が辞退し、市会の選挙により谷干城に勝利して初の東京市長となった。
1903年（明治36年）6月15日、東京市長を辞職。市会の否決を無視して政府が土木事業の予算を更正認可したことを不満とし、その退職理由を明記して辞職した。
1906年（明治39年）1月23日に死亡。墓標は谷中霊園にある。